# Puchar Europy w Lekkoatletyce 2005
26. Puchar Europy w lekkoatletyce – międzynarodowe zawody lekkoatletyczne, które odbyły się 17, 18 i 19 czerwca. Organizatorem Pucharu Europy był European Athletic Association. Zawodnicy rywalizowali w Superlidze oraz I i II lidze.

## Superliga
Zawody Superligi odbyły się we Florencji (Włochy). Wśród panów rywalizację wygrała reprezentacja Niemiec, a wśród pań najlepsze okazały się Rosjanki.

### Tabela końcowa
| Pozycja | Kraj            | Punkty |
| ------- | --------------- | ------ |
| 1       | Niemcy          | 113    |
| 2       | Francja         | 104    |
| 3       | Włochy          | 98     |
| 4       | Polska          | 94,5   |
| 5       | Rosja           | 88     |
| 6       | Hiszpania       | 86,5   |
| 7       | Wielka Brytania | 70     |
| 8       | Czechy          | 63     |

| Pozycja | Kraj    | Punkty |
| ------- | ------- | ------ |
| 1       | Rosja   | 131,5  |
| 2       | Polska  | 94     |
| 3       | Niemcy  | 93     |
| 4       | Francja | 90,5   |
| 5       | Ukraina | 86     |
| 6       | Rumunia | 85     |
| 7       | Włochy  | 77     |
| 8       | Grecja  | 62     |